# Юлій Цезар (фільм, 1953)
«Юлій Цезар» (англ. Julius Caesar) — кінофільм режисера Джозефа Манкевича, знятий в 1953 році. Екранізація однойменної п'єси Вільяма Шекспіра.

## Сюжет
Розгромивши війська Помпея, римський полководець Цезар став главою держави. Він володів довічними повноваженнями диктатора, йому було дано виняткове право розпоряджатися військом і скарбницею. На честь нього була споруджена статуя з написом «напівбог». Касій і Брут очолили змову проти Цезаря.
Дружина Цезаря Кальпурнія була налякана недобрими знаками, неодноразово попереджала про небезпеку. У березневі дні 44 р. до н. е. в Капітолії, під час засідання сенату, Цезаря вбили. Після втечі змовників до Риму прибув прибраний син Цезаря Октавій. Разом з Антонієм вони почали готуватися до війни проти військ Брута і Касія.

## У ролях
| - Марлон Брандо — Марк Антоній - Джеймс Мейсон — Брут - Джон Гілгуд — Касій - Луї Келхерн — Юлій Цезар - Едмонд О'Браєн — Каска - Грір Гарсон — Кальпурнія - Дебора Керр — Порція - Джордж Макреді — Марулл - Майкл Пейт — Флавій - Річард Хейл — пророк - Алан Непьєр — Цицерон - Джон Хойт — Децій Брут - Том Пауерс — Метелл Цімбер - Вільям Коттрелл — Цинна - Джек Рейн — Требоній - Ієн Вульф — Лігарій - Морган Фарлі — Артемідор - Вільям Фіппс — слуга Антонія | - Дугласс Вотсон — Октавіан Август - Дугласс Дамбрілл — Лепід - Ріс Вільямс — Луціллій - Майкл Ансара — Піндар - Дейтон Ламміс — Мессала - Едмунд Пердом — Стратон - Лоуренс Добкін — громадянин Рима - Джо Гілберт — громадянин Рима - Джон Харді — Луцій - Чет Стреттон — слуга Цезаря - Ламсден Хейр — Публій - Престон Хенсон — Клавдій - Віктор Перрі — Попілій Лена - Майкл Толан — офіцер Октавія - Джон Лаптон — Варрон - Джозей Вейрінг — Кліт - Джон Перріш — Тітіній - Стівен Робертс — Дарданій |

## Нагороди й номінації
Фільм був нагороджений премією «Оскар» за найкращу роботу художника-постановника (Седрік Гіббонс, Едвард Карфагно, Едвін Вілліс, Х'ю Хант). Інші чотири номінації: за найкращу чоловічу роль (Марлон Брандо), найкращу операторську роботу (Джозеф Руттенберг), найкращу музику до фільму (Міклош Рожа) і за найкращий фільм року (Джон Хаусман). У Брандо це була третя номінація на «Оскар»: у 1951 він був представлений до цієї премії за роль у фільмі «Трамвай „Бажання“», а на наступний рік висувався за фільм «Віва Сапата!».
Фільм також виграв два призи Британської академії кіно: Джон Гілгуд отримав приз найкращому британському актору, а найкращим іноземним актором став Марлон Брандо. Фільм також був номінований у категорії «найкращий фільм». Брандо отримував цю премію протягом трьох років поспіль за ролі в картинах «Віва Сапата!» (1952), «Юлій Цезар» (1953) і «У порту» (1954).
Серед інших нагород: премії Національної ради кінокритиків США за найкращий фільм і найкращу чоловічу роль (Джеймс Мейсон), данська премія «Боділ» за найкращий американський фільм, а також номінація на премію Гільдії режисерів США за найкращу режисуру (Джозеф Манкевич).